# Південноміська міська територіальна громада
Південноміська міська територіальна громада —територіальна громада в Україні, в Харківському районі Харківської області. Адміністративний центр — місто Південне.
Площа громади — 55.7 км2, населення громади — 14 010 осіб (2020)
Утворена 12 червня 2020 року шляхом об'єднання Південної міської ради та Будянської селищної ради Харківського району, Харківської області. Перші вибори міської ради та міського голови відбулися 25 жовтня 2020 року.

## Населені пункти
До складу громади входять 1 місто (Південне), 2 селища (Буди, Наукове) та 2 села (Бистре і Бідряги).

## Органи влади
25.07.2022 року достроково припинив свої повноваження голови Південної міської ради Брюханов Олександр Миколайович. Повноваження міського голови здійснює секретар Південної міської ради — Біліченко Всеволод Володимирович.